# Bandera de Alemania
La actual bandera de Alemania (en alemán: Bundesflagge, lit. 'Bandera federal'), es uno de los símbolos más importantes del país. Es tricolor: negro, rojo y oro (en alemán: «Schwarz-Rot-Gold») y consta de tres franjas horizontales de igual tamaño. Fue adoptada por primera vez como la bandera nacional de la Alemania moderna en 1919, durante la República de Weimar, siendo recuperada por la República Federal de Alemania el 23 de mayo de 1949 y por la República Democrática Alemana.
El negro, el rojo y el dorado representan los colores del uniforme que llevaban los soldados alemanes, llamados Freikorps, durante las guerras napoleónicas. Se trataba de un uniforme negro adornado de botones en cobre dorado y de decoraciones rojas. Estos colores ya habían servido de contraseña a una sociedad de estudiantes de Jena en 1817. Prohibidos, resurgieron en 1832 en los banderines esgrimidos por la muchedumbre durante la gran manifestación de Hambach. Se les declaró colores nacionales alemanes en 1848, pero su utilización como bandera no fue continua: desapareció bajo el gobierno de Otto von Bismarck y luego bajo el régimen de Adolf Hitler, para reaparecer tras la derrota del Tercer Reich en 1945, después de la Segunda Guerra Mundial.
La bandera de la República Democrática Alemana incluía, además de los tres colores, las insignias de su escudo de armas: un martillo y un compás, rodeados de dos gavillas de trigo. Desde 1990 volvieron a ser los tres colores de una Alemania reunificada.
Esta bandera fue diseñada a principios del siglo XIX, pero ya había sido previamente utilizada en tiempos de la Confederación Germánica (1848-1866) y la República de Weimar (1918-1933). Después de la Segunda Guerra Mundial, la bandera fue adoptada tanto por la República Democrática Alemana como por la Alemania Occidental, siendo idénticas hasta 1959, año en el que en la RDA se añadió el escudo estatal.
La bandera nacional alemana no ha sido siempre negra, roja y dorada. Tras la guerra austro-prusiana de 1866, la Confederación Alemana del Norte adoptó una tricolor negra, blanca y roja. Esta bandera se convirtió después en la enseña del Imperio alemán formado tras la unificación alemana de 1871 y fue usada hasta 1918, tras la derrota en la Primera Guerra Mundial. El negro, blanco y rojo fueron reintroducidos como bandera nacional durante un breve período tras el establecimiento de la Alemania nazi entre 1933 y 1945.
Las distribuciones de colores negro, rojo y dorado, y negro, blanco y rojo han desempeñado un importante papel en la historia de Alemania y tienen diversos significados. Los colores de la bandera moderna están asociados a la democracia republicana formada tras la Segunda Guerra Mundial y representan la unidad y libertad alemanas.

## Variantes de la bandera

### Bandera civil
La bandera nacional alemana o Bundesflagge (bandera federal, en alemán) que contiene tan solo las tres franjas negra, roja y dorada fue introducida en la Constitución de Alemania Occidental de 1949. Tras la creación de las banderas gubernamental y militar en los años posteriores, la tricolor simple ha sido utilizada como enseña civil. También es usada por las autoridades no federales (por ejemplo, los distintos estados federados que componen Alemania) para mostrar su conexión con el gobierno federal.

Variante de la bandera alemana con el escudo de armas, similar a la bandera gubernamental. Se ve en eventos deportivos internacionales.

### Bandera gubernamental
La bandera del gobierno de Alemania se conoce oficialmente como Dienstflagge der Bundesbehörden (bandera de servicio de las autoridades federales) o Bundesdienstflagge (bandera de servicio federal) para acortar. Fue introducida en 1950 y consta de un escudo conocido como el Bundesschild (escudo federal) que se superpone a las bandas tricolores. El Bundesschild es una variante del escudo de armas alemán, siendo las principales diferencias la ilustración del águila y la forma del blasón: el Bundesschild es redondo mientras que el estándar no lo es. La bandera gubernamental sólo pueden utilizarla las autoridades del gobierno y su uso por civiles es un delito castigado con una multa. No obstante, el uso público de banderas similares a la Bundesdienstflagge (como por ejemplo, con el escudo de armas actual en lugar del federal) está permitido y éstas suelen verse en eventos deportivos internacionales.

### Banderas verticales

Bandera civil en vertical

Además de las banderas horizontales, muchos edificios públicos en Alemania usan banderas verticales. La mayoría de los ayuntamientos muestran la bandera de la ciudad junto a la nacional de esta manera debido a que muchas de las enseñas municipales existen sólo en formato vertical. Las proporciones de esta bandera no están especificadas. En 1996 se estableció un diseño para la versión vertical de la bandera gubernamental: el Bundesschild se muestra en el centro de la bandera, superponiéndose a las bandas laterales (la negra y la dorada) una quinta parte de la anchura total de estas. Cuando ondea como estandarte, el negro debe estar a la izquierda y el dorado a la derecha. Cuando cuelga de un mástil vertical, el negro debe ser el más cercano al mástil.
Banderas militares
En la actualidad, la bandera de guerra (Kriegsflagge, en alemán) corresponde a una versión modificada de la bandera utilizada por las autoridades federales, puesto que posee un sacado triangular en el lado exterior. A lo largo de la historia, Alemania ha tenido diversos emblemas para sus cuerpos militares que, en general, corresponden a versiones modificadas de sus banderas nacionales. 
La primera bandera empleada por la Confederación Germánica, constaba de la bandera nacional a la que se agregaba un águila bicéfala negra en el cantón sobre un campo amarillo. Esta bandera fue utilizada entre 1848 y 1867, cuando fue reemplazada por una bandera blanca con una cruz negra y que tenía en el cantón la bandera negra-blanca-roja junto a una medalla de hierro. Sobre la cruz estaba el águila de la bandera de Prusia en un disco blanco. Esta bandera sufrió cambios menores en el águila en 1892 y 1903.
En 1919, la bandera de guerra fue modificada incorporando la bandera de la República de Weimar en el cantón de la versión anterior. Sin embargo, esta bandera nunca fue utilizada y fue reemplazada en 1922 por la antigua bandera del Segundo Reich, con la medalla de acero sobre ella y en el cantón la bandera Schwarz-Rot-Gold. Con la llegada al poder de los nazis, la bandera del cantón fue eliminada y se mantuvo el diseño de la Reichskriegsflagge hasta 1935, año en que fue diseñada una nueva bandera que incorporaba los símbolos del nazismo.
Desde que la Bundeswehr (Fuerzas Armadas de Alemania) depende directamente de las autoridades federales, la Bundesdienstflagge se usa también como bandera militar de tierra. En 1956 se introdujo la Dienstflagge der Seestreitkräfte der Bundeswehr (bandera de la Marina Alemana), que es la bandera estatal acabada con la forma de cola de golondrina. Esta versión también se usa como bandera de proa.

## Construcción de la bandera
La Ley Fundamental de Bonn (la Constitución alemana) indica en el artículo 22 que la bandera federal debe ser negra, roja y dorada. Siguiendo las especificaciones del gobierno de Alemania Occidental en 1950, la bandera presenta tres franjas de igual anchura y tiene unas proporciones anchura-longitud de 3:5. Difería en este punto de la usada durante la República de Weimar, de proporciones 2:3.
Los colores exactos de la bandera alemana no fueron definidos oficialmente en el momento de la adopción y han cambiado desde entonces. El gobierno federal introdujo un diseño corporativo el 2 de junio de 1999 que usa los colores:
| Sistema de color | Negro     | Negro        | Rojo        | Rojo | Dorado | Dorado |
| ---------------- | --------- | ------------ | ----------- | ---- | ------ | ------ |
| RAL              |           | 9005         |             | 3020 |        | 1021   |
| HKS              | 0, 0, 0   | 5.0PB 3.0/12 | 6.0R 4.5/14 |      |        |        |
| CMYK             | 0.0.0.100 | 0.100.100.0  | 0.12.100.5  |      |        |        |
| Pantone          | Black     | 485          | 7405*       |      |        |        |
| HTML             | #000000   | #FF0000      | #FFCC00     |      |        |        |
| RGB              | 0, 0, 0   | 255, 0, 0    | 255, 204, 0 |      |        |        |

*Los valores dados aquí son una forma alternativa de indicar la combinación más complicada: Amarillo (765 g), Rojo 032 (26 g), Negro (11 g), Blanco (198 g)

### ¿Dorado o amarillo?

Versión de la bandera alemana en la que la franja dorada tiene un color dorado metálico. Esta versión fue utilizada en algunas publicaciones oficiales antes de que el gobierno federal introdujese el diseño actual en 1999.

La vexilología raramente distingue entre dorado y amarillo. En la heráldica, ambos se denominan or ("oro", en francés). En la bandera alemana sí que se hace esa distinción: el color es dorado, no amarillo.
Cuando la tricolor negra, roja y dorada se adoptó en la República de Weimar como bandera nacional, fue criticada por los conservadores, monárquicos y la extrema derecha, quienes se referían a los colores como Schwarz-Rot-Gelb  («negro-rojo-amarillo»), Schwarz-Rot-Senf  («negro-rojo-mostaza») e incluso Schwarz-Rot-Scheiße («negro-rojo-mierda»). Cuando los nazis llegaron al poder en 1933, los colores negro, blanco y rojo usados por la Alemania Imperial antes de 1918 fueron reintroducidos y la propaganda se encargó de desacreditar la bandera de Weimar, usando los términos de desprecio aplicados por los conservadores.
El 16 de noviembre de 1959, el Bundesgerichtshof (la Corte Federal de Justicia) decretó que el uso de los términos «negro-rojo-amarillo» y similares «durante los años de agitación nazi, había tomado el significado de un malicioso insulto contra los símbolos democráticos del Estado» y lo declaró un delito. Como explicó el heraldista Arnold Rabbow en 1968, los colores de Alemania son el negro, el rojo y el amarillo pero los llaman negro, rojo y dorado.

## Días de la bandera
La bandera, según un decreto federal del 22 de marzo de 2005, debe ser mostrada obligatoriamente en los edificios públicos en ciertos días señalados:
- 27 de enero: Conmemoración de las víctimas del nacionalsocialismo.
- 1 de mayo: Día Internacional del Trabajador.
- 9 de mayo: Día de Europa.
- 23 de mayo: Día de la Constitución.
- 17 de junio: Aniversario del levantamiento de 1953 en Alemania Oriental.
- 20 de julio: Aniversario del atentado contra la vida de Adolf Hitler por la Resistencia alemana, ejecutado por el coronel Claus von Stauffenberg con unos 200 implicados directos y otros 300 indirectamente, en 1944.
- 3 de octubre: Día de la Unidad Alemana.
- Dos domingos antes de Adviento: Día nacional de luto.

También debe ondear en algunos estados los días de elecciones al Bundestag y al Parlamento Europeo. El ministro del Interior, además, puede ordenar el uso de la bandera nacional por algún suceso destacable, como la elección del presidente o la muerte de algún político prominente. Cuando las banderas deben ondear a media asta, las verticales no se izan y se coloca en su lugar un pendón negro en muestra de luto.

## Historia

### Edad Media

Bandera de guerra del Sacro Imperio Romano Germánico entre los siglos y.

Bandera del Sacro Imperio Romano Germánico desde 1430.

El Sacro Imperio Romano Germánico (desde el siglo X hasta 1806) no tuvo ninguna bandera nacional, pero el negro y el dorado eran usados como colores del Emperador y aparecían en las enseñas imperiales: un águila negra sobre fondo dorado. A finales del siglo XIII las garras y el pico del águila se pintaron de rojo. Desde el siglo XV se empleó un águila de dos cabezas.
En 1804, Napoleón Bonaparte fundó el Primer Imperio francés. En respuesta a esta acción, el emperador del Sacro Imperio Romano Germánico Francisco II de la dinastía Habsburgo se declaró emperador de Austria y comenzó a llamarse Francisco I de Austria. Tomó los colores del Sacro Imperio para usarlos en la bandera del Imperio austríaco. Francisco II fue el último emperador del Sacro Imperio, ya que con la victoria de Napoleón en Austerlitz, Francisco II disolvió dicho imperio en 1806. Tras el final del Sacro Imperio Romano Germánico, los colores se siguieron usando en Austria hasta 1918.
Los colores rojo y blanco también tuvieron un importante papel durante este periodo. Cuando el Sacro Imperio participó en las cruzadas, se izó una bandera de guerra junto a los colores imperiales. Esta bandera, conocida como la bandera de San Jorge era roja con una cruz blanca, al contrario de la cruz de San Jorge usada en la bandera de Inglaterra. El rojo y el blanco fueron también los colores de la Liga Hanseática entre los siglos XIII y XVII. Los barcos comerciales hanseáticos se identificaban por sus pendones rojos y blancos y la mayoría de las ciudades de la Liga adoptaron estos colores como los colores municipales. Esto sigue siendo perceptible en numerosas ciudades que pertenecieron a la Liga como, por ejemplo, Hamburgo.

### Guerras napoleónicas

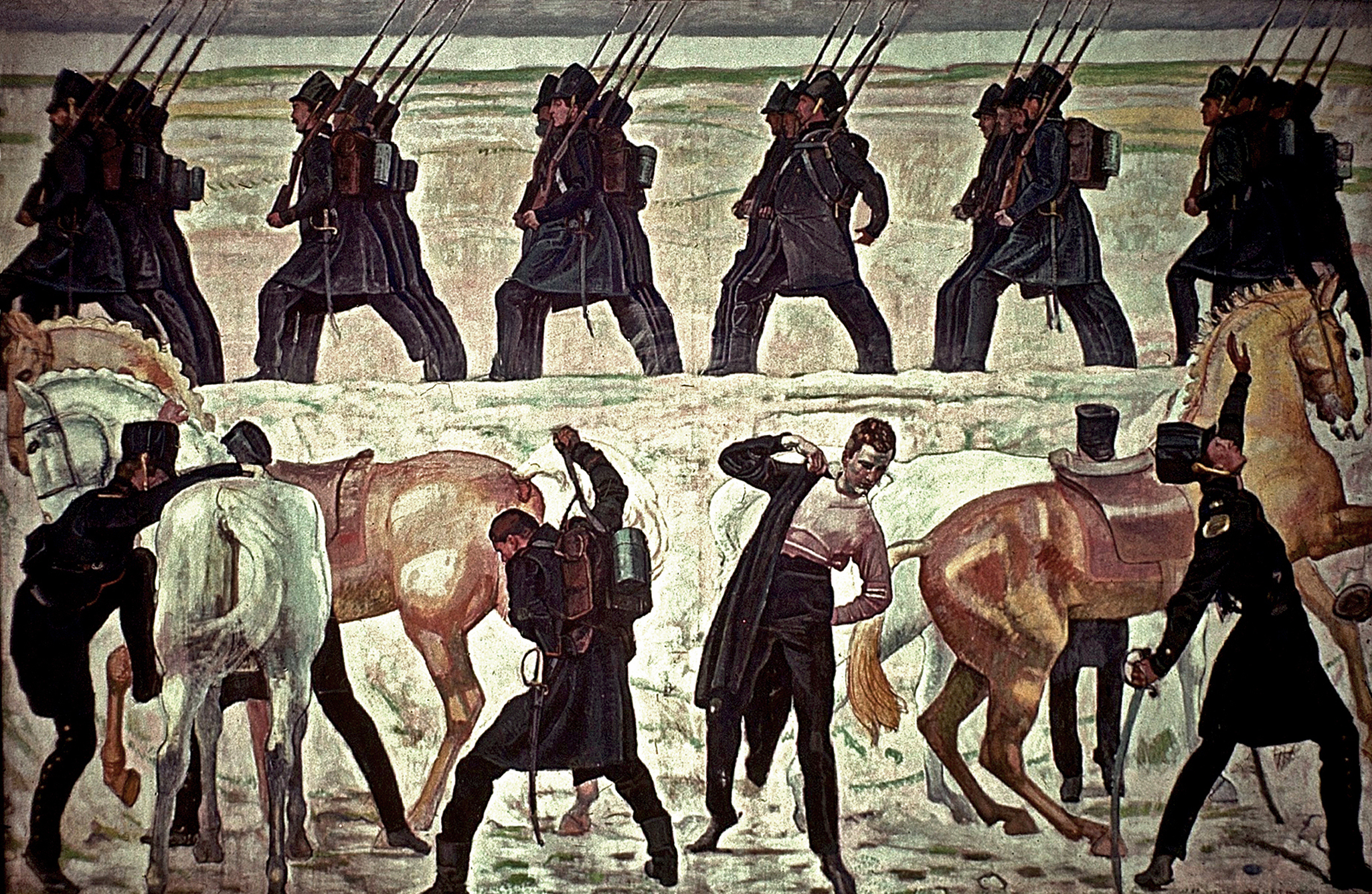
Miembros del Lützowsches Freikorps, pintura de Ferdinand Hodler (1909).

Con la caída del Sacro Imperio en 1806, muchos de los duques y príncipes se unieron en la Confederación del Rin, un Estado vasallo de Napoleón. La confederación tampoco tenía bandera propia. En su lugar usaba la bandera azul, blanca y roja de Francia y el Estandarte Imperial de su «protector», Napoleón.
Durante las guerras napoleónicas, el alzamiento alemán en contra de las tropas de ocupación francesas fue simbolizado con los colores negro, rojo y dorado. El origen de esta combinación se atribuye a los uniformes del Lützowsches Freikorps, una unidad de voluntarios del ejército prusiano. Los uniformes de estas unidades eran negros con revestimientos rojos y botones de oro. La elección de colores se debió a la popularización de los colores usados por el desaparecido Sacro Imperio Romano. Los miembros del Freikorps debían aportar sus propias ropas y, para presentar una imagen de unidad, se eligió el negro por ser el tinte más fácil de aplicar. Los botones dorados eran fáciles de encontrar y los pendones usados por los lanceros eran rojos y negros. Al mismo tiempo los colores representaban la salida de la oscuridad (negro) de la servidumbre a través de un conflicto sangriento (rojo) hacia la luz (dorado) de la libertad. Como los miembros de esta unidad vinieron de todos los lugares de Alemania y eran en su mayoría estudiantes universitarios y académicos, el Lützowsches Freikorps y sus colores adquirieron una gran importancia entre el pueblo alemán.

### Confederación Germánica

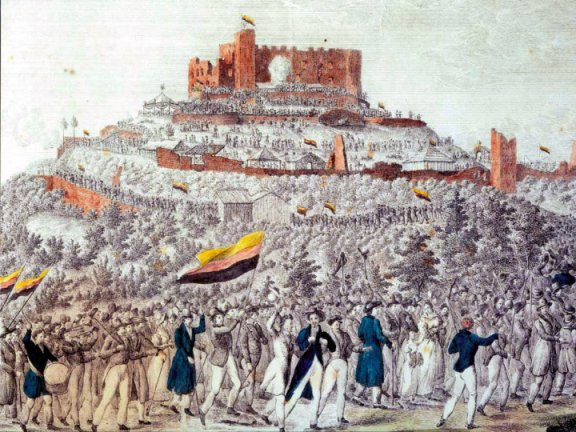
Manifestantes en mayo de 1832 portando banderas tricolores, litografía contemporánea.

El Congreso de Viena de 1815 llevó a la creación de la Confederación Germánica, una unión de los estados que sobrevivieron a las guerras napoleónicas. La Confederación fue creada en sustitución del Sacro Imperio con Francisco II como su presidente. La Confederación tampoco tuvo bandera propia aunque, en ocasiones, se le atribuye erróneamente la tricolor negra, roja y dorada.
Al regresar de la guerra, los veteranos del Freikorps fundaron la hermandad Urburschenschaft en Jena en junio de 1815. La Urburschenschaft en ocasiones adoptó una bandera con tres franjas iguales de colores rojo, negro y rojo con borde dorado y una rama de roble también dorada a lo largo de la franja negra. Como los estudiantes del Freikorps provenían de distintos estados, la idea de una Alemania unida comenzó a tomar fuerza entre distintos grupos a lo largo de toda la Confederación. El 18 de octubre de 1817, durante el cuarto aniversario de la batalla de Leipzig, cientos de miembros de la hermandad Urburschenschaft y estudiantes de toda la Confederación se encontraron en Wartburg, Turingia, pidiendo una nación alemana libre y unida. La bandera roja, negra y dorada de Jena fue mostrada de manera muy visible en Wartburg por lo que sus colores se convirtieron en la representación de una Alemania unida. La Confederación, auspiciada por el canciller del imperio austriaco Klemens von Metternich, en su determinación de mantener el statu quo, aprobó los Decretos de Karlsbad en 1819, en los que prohibió las organizaciones estudiantiles, poniendo fin a las Burschenschaften.
En mayo de 1832, alrededor de 30 000 personas se manifestaron en el Festival de Hambach por la libertad, la unidad y los derechos civiles. Los colores negro, rojo y dorado se habían convertido desde el Festival de Wartburg en un símbolo bien establecido de los liberales, demócratas y republicanos y las banderas con esos colores se usaron en gran número. Mientras que las ilustraciones contemporáneas mostraron el masivo uso de la bandera con la franja negra abajo y la dorada arriba, los estandartes de la época que han llegado hasta nuestros días muestran que la forma común de uso era tal y como la conocemos hoy, con la franja negra arriba.

### Revolución y el Parlamento de Fráncfort

Bandera de guerra de la Marina Imperial entre 1848 y 1852

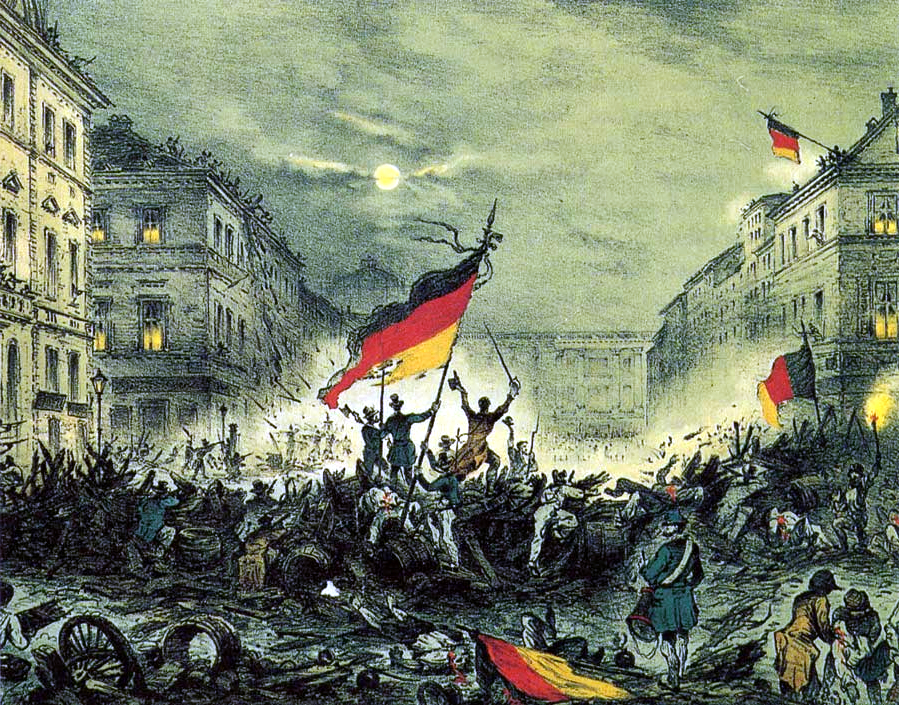
Revolucionarios en Berlín en marzo de 1848

Durante la Revolución alemana de 1848-1849, los revolucionarios salieron a las calles llevando con ellos la tricolor. Los liberales alcanzaron el poder y, tras una larga deliberación, se formó una asamblea nacional. Ésta se conoció con el nombre de Parlamento de Fráncfort, el cual decidió adoptar los colores negro, rojo y dorado como los colores oficiales de Alemania. También se usó como enseña naval.
En 1850, el Parlamento de Fráncfort fue sustituido por la Confederación Germánica bajo tutela de Austria, la cual anuló todas las acciones del fracasado parlamento, incluyendo el uso de la tricolor. Después, el asunto más importante fue si incluir o no a Austria en una posible nación alemana futura ya que el multiétnico Imperio Austriaco complicaba el sueño de una Gran Alemania. La alternativa propuesta fue una Pequeña Alemania, en la que se incluían todas las tierras en las que habitaban alemanes excepto Austria. La competencia entre Prusia y Austria dentro de la Confederación llevó a la guerra austro-prusiana en 1866. Durante la guerra, los estados sureños aliados con Austria adoptaron la bandera tricolor y los miembros del ejército de esos estados portaban brazales con los tres colores de la bandera. El reino de Prusia y sus aliados del norte de Alemania vencieron a Austria y abrieron el camino para la creación de la Pequeña Alemania pocos años después.

### Confederación Alemana del Norte e Imperio alemán

2:3 Bandera de la marina y el comercio de la Confederación Alemana del Norte (1867-1871) y bandera nacional del Imperio alemán (1871-1918). También se usó como bandera internacional entre 1922 y 1933 en la República de Weimar y como bandera cooficial entre 1933 y 1935 (Alemania nazi).

La llamada «bandera imperial» (Reichsflagge), o sencillamente la «negra-blanca-roja» por sus colores (Schwarz-Weiß-Rot), era la bandera oficial adoptada primero por la Confederación Alemana del Norte como bandera del comercio y de la Marina Imperial, y luego como bandera nacional del Imperio alemán. Además, sirvió como bandera internacional de Alemania durante la República de Weimar (siendo la nacional la bandera republicana) y como bandera nacional de la Alemania nazi entre 1933 y 1935 (que a pesar de su oficialidad, fue cada vez más reemplazada por la bandera nazi, hasta convertirse esta última en única bandera oficial).
Tras la disolución de la Confederación Germánica, Prusia formó su sucesor no oficial, la Confederación Alemana del Norte, en 1867. Esta coalición estaba conformada por Prusia, el mayor estado miembro y otros 21 estados del norte de Alemania.
La cuestión de la bandera surgió del sector de la marina, cuyos miembros querían tener una identidad reconocida internacionalmente. Prácticamente todos los barcos de la confederación pertenecían a Prusia y a las tres ciudades de la Liga Hanseática en territorio alemán: Bremen, Hamburgo y Lübeck. Basándose en este hecho se propuso que la nueva bandera combinase los colores de Prusia (negro y blanco) y los de la Liga Hanseática (blanco y rojo). Cuando se constituyó la confederación se aprobó una bandera tricolor negra, blanca y roja como enseña civil y militar.
El rey Guillermo I de Prusia estaba satisfecho con la elección de los colores, ya que el rojo y el blanco eran también los colores del Margraviato de Brandeburgo, el estado predecesor del Reino de Prusia. La ausencia del dorado de la bandera dejó claro que este nuevo estado alemán no incluiría a la monarquía «negra y dorada» de Austria. Tras la guerra franco-prusiana, los estados restantes del sur se aliaron con la Confederación Alemana del Norte, llevando a la unificación de Alemania y la entronización del rey prusiano como emperador del nuevo estado en 1871. Al crear el nuevo Imperio, se mantuvieron el negro, el blanco y el rojo como colores nacionales, adoptando oficialmente la bandera en 1892.

### República de Weimar

2:3 Bandera de la República de Weimar (1919-33)

Tras la declaración de la República de Weimar en 1918 y el periodo revolucionario que le siguió, la llamada República de Weimar fue fundada en agosto de 1919. Para mostrar una continuidad entre el movimiento antimonárquico del siglo XIX y la nueva república democrática, se designó la antigua bandera negra, roja y dorada como la enseña de Alemania en la Constitución de Weimar. Se mantuvo la tricolor negra, blanca y roja como bandera civil con la negra, roja y dorada en la esquina superior izquierda.
Este cambio no fue bien recibido por mucha gente en Alemania, donde se vio la nueva bandera como un símbolo de humillación tras la derrota alemana en la Primera Guerra Mundial. En el Reichswehr, el ejército alemán, se siguieron usando los antiguos colores de diversas maneras. Muchos conservadores querían la vuelta de los antiguos colores mientras que los monarquistas y la extrema derecha fueron más allá y describían con desprecio a la nueva bandera (véase ¿Dorado o amarillo?). La bandera negra, blanca y roja fue reintroducida en 1922 para representar a Alemania en las misiones diplomáticas en el extranjero.
Los símbolos de la Alemania imperial se convirtieron en los de los monarquistas y nacionalistas que protestaban contra la república y fueron usados por las organizaciones creadas por estos grupos, como el Stahlhelm y el Bund der Frontsoldaten. Muchos partidos políticos nacionalistas durante el periodo de Weimar, como el Partido Nacional del Pueblo de Alemania y el Partido Nacionalsocialista Obrero Alemán (el Partido Nazi), usaron los colores imperiales, práctica que se mantiene en la actualidad en el partido La Patria.
El 24 de febrero de 1924, algunos miembros de los partidos de la Coalición de Weimar (Centro, DDP y SPD) fundaron en Magdeburgo la organización Reichsbanner Schwarz-Rot-Gold. Esta organización se creó para proteger la débil democracia alemana, la cual estaba bajo constante presión tanto por la extrema derecha como por la extrema izquierda. A través de esta organización, la tricolor negra, roja y dorada se convirtió no solo en el símbolo de la democracia alemana sino de la resistencia contra los extremismos políticos también. El primer director de la organización Otto Hörsing la definió como «el azote de la esvástica y la estrella soviética».
Debido a los crecientes conflictos entre los comunistas y los nazis, la creciente polarización de la población alemana y algunos factores más llevaron al derrumbe de la República de Weimar en 1933 con la llegada al poder del Partido Nazi y el nombramiento de Adolf Hitler como canciller alemán.

### República Soviética de Baviera

Bandera de la República Soviética de Baviera

La República Soviética de Baviera tiene sus raíces en la derrota del Imperio Alemán en la Primera Guerra Mundial y en las tensiones sociales derivadas de la misma, que provocaron la Revolución de octubre de 1918. A finales de octubre de 1918 se produjeron motines por parte de marineros de la flota de guerra alemana en Kiel y en otros puertos. A principios de noviembre, estos altercados propagaron el malestar civil por toda Alemania. El 7 de noviembre de 1918, fecha en la que se cumplía el primer aniversario de la Revolución de Octubre en Rusia, Luis III de Baviera huyó de la Residencia de Múnich con su familia, y Kurt Eisner, un político del Partido Socialdemócrata Independiente de Alemania (USPD por sus siglas en alemán), proclamó el Estado Popular de Baviera, del que pasó a ser ministro-presidente. La caída de la dinastía de los Wittelsbach marca el final del Reino de Baviera.

Si bien Eisner postulaba la creación de una república socialista, Eisner se distanció de los bolcheviques rusos, declarando que su gobierno protegería el derecho a la propiedad.

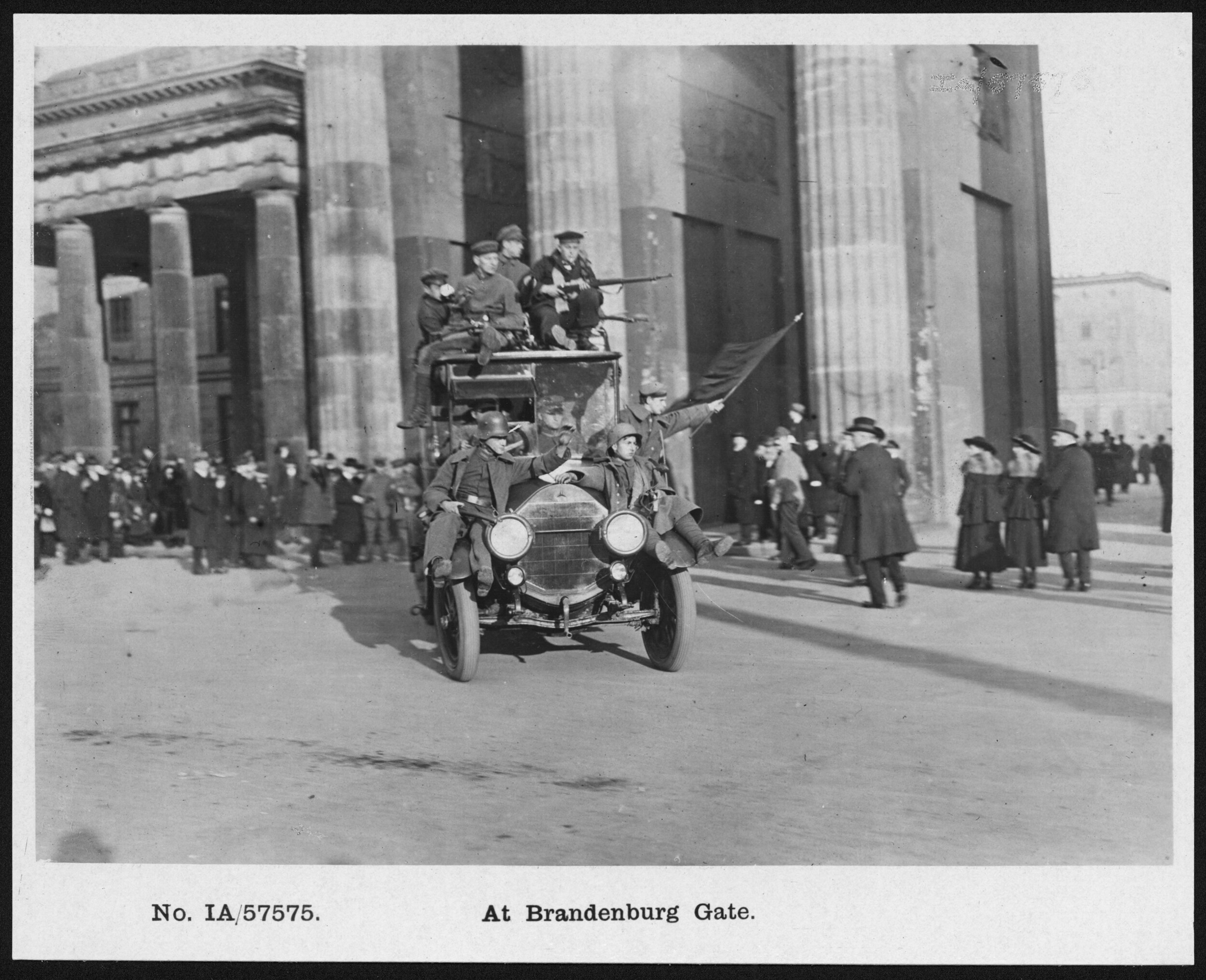
Soldados revolucionarios ondeando la bandera roja frente a la Puerta de Brandeburgo en Berlín, el 9 de noviembre de 1918.

Marcado por la controversia de un programa rayando en lo utópico, el gobierno de Eisner sufrió embates desde la izquierda y la derecha, y la USPD fue derrotada en las urnas en las elecciones del 12 de enero de 1919, quedando como el partido parlamentario con menor representación, en sexto lugar, con 3 escaños de un total de 180 y un 2.53% de los votos. El 21 de febrero del mismo año, de camino al parlamento para anunciar su dimisión, fue asesinado con dos disparos por la espalda por Anton Arco-Valley, un oficial del ejército de 22 años, nacionalista reaccionario.
Fue un efímero estado socialista no reconocido que surgió en Baviera durante la Revolución de Noviembre de 1918–19, que provocó la caída de todos los monarcas de Alemania. Adoptó la forma de una república soviética o de consejos obreros. Se estableció el 7 de abril de 1919 tras la caída del Estado Popular de Baviera de Kurt Eisner, y aspiró a la independencia de la recientemente proclamada República de Weimar. Fue derrocada en menos de un mes, el 3 de mayo del mismo año, por elementos del Reichswehr así como de los paramilitares Freikorps.

### Alemania Nacional Socialista

3:5 Bandera nacional de Alemania (1935-1945)

3:5 Usada junto a la bandera de la esvástica entre 1933 y 1935 y después prohibida por «reaccionaria».

Con el establecimiento del régimen nazi en Alemania el 5 de marzo de 1933, la bandera negra, roja y dorada fue eliminada y se reintrodujo la negra, blanca y roja junto a la bandera nazi. En 1935, un año después de la muerte del presidente Paul von Hindenburg y la autoproclamación de Hitler como Führer, se terminó con el uso de las dos banderas; solamente quedó la nazi como bandera nacional de Alemania, mientras que la tricolor fue prohibida por «reaccionaria».[cita requerida]
El diseño de la bandera nazi fue introducido por Hitler como bandera del partido en el verano de 1920. Era una bandera con un fondo rojo, con un disco blanco en el centro y una esvástica negra en el círculo. Además de la unión con el Imperio a través de los colores, la bandera tenía otros significados, según escribió Hitler en su obra «Mein Kampf»: blanco por el nacionalismo, rojo como provocación a los socialistas y la esvástica para representar la raza aria.
Como enseña de la marina civil y la Kriegsmarine, se usó una versión de la bandera con el círculo y la esvástica desviados del centro. La bandera con el disco blanco centrado se usó entre los civiles alemanes y los miembros del ejército de tierra y aire.
Desde 1933 hasta, al menos, 1938, antes de que cualquier bandera oficial pudiese usarse, debía tomar parte en una ceremonia en la que tocaba la Blutfahne (bandera de sangre), la bandera usada por los paramilitares nazis en el fallido Putsch de Múnich de 1923. Esta ceremonia tenía lugar en cada Congreso de Núremberg. Lo que no se sabe es si la tradición se continuó tras el último Congreso de Núremberg en 1938.
A finales de la Segunda Guerra Mundial, la primera ley aprobada por el Consejo de Control Aliado prohibió todos los símbolos nazis y canceló casi todas las leyes importantes aprobadas desde 1933. La posesión de banderas con esvástica está prohibida en la mayoría de los países occidentales desde entonces, especialmente en Alemania.

### La posguerra

2:3 El pendón C (1946-49)

Tras la derrota de Alemania en la Segunda Guerra Mundial, el país fue puesto bajo control aliado. Aunque no había ni gobierno ni bandera alemanes, los barcos de esta nacionalidad estaban obligados por las leyes internacionales a tener alguna enseña identificativa. Como bandera provisional, el Consejo Aliado creó un pendón con los colores de la bandera que representa la letra C en el Código internacional de señales, terminado en una «cola de golondrina». Esta enseña fue conocida como el «Pendón C» (C-Doppelstander, en alemán). El Consejo ordenó que «no se debe llevar a cabo ninguna ceremonia a esta bandera, la que no debe ser saludada por ningún barco militar ni mercante de ninguna nacionalidad». De igual manera, en Japón se acordó un pendón similar en el que se cambiaba la letra C por la E.
Al oeste de la línea Oder-Neisse, los estados alemanes se reorganizaron bajo el control de la ocupación y se establecieron nuevos gobiernos. En la zona de ocupación estadounidense, las mitades norte de los estados de Wurtemberg y Baden se unieron para formar Wurtemberg-Baden en 1946, el cual adoptó la tricolor negra, roja y dorada como su bandera. La elección de esta bandera no se basaba en el uso histórico de la misma, sino en la combinación de los colores de los estados que se habían unido. En 1952 Wurtemberg-Baden pasó a formar parte del actual estado de Baden-Wurtemberg, cuya bandera es negra y dorada.
Tras la guerra, se crearon otros dos estados que eligieron la tricolor negra, roja y dorada como enseña estatal junto al escudo de armas del estado: Renania-Palatinado en la zona francesa y Baja Sajonia en la británica. Estos dos estados se formaron con partes de otros estados de antes de la guerra y era muy difícil crear una bandera que combinase todos los colores de las regiones componentes. Esto llevó al uso de la tricolor por dos razones: los colores no estaban relacionados con ningún estado previo y el uso de la bandera de la República de Weimar era el símbolo de una nueva democracia.

### Alemania dividida

3:5 Bandera de la República Democrática Alemana entre 1949 y 1959 y de la República Federal de Alemania desde 1949 hasta hoy.

3:5 Bandera de la República Democrática Alemana (1959-90)

Bandera propuesta por los conservadores con un estilo escandinavo, como enseña de Alemania Occidental en 1948, similar a la bandera de Wirmer.

Bandera del Equipo Alemán Unificado, usada entre 1960 y 1968.

Con el deterioro de las relaciones entre la Unión Soviética y los Estados Unidos, las tres zonas occidentales controladas por los aliados se unificaron en 1948 para permitir la creación de un nuevo estado alemán. Este fue la República Federal de Alemania, conocida también como Alemania Occidental o simplemente Alemania. Por otro lado, el este ocupado por las fuerzas soviéticas se convirtió en la República Democrática Alemana, conocida comúnmente como Alemania Oriental.
Durante la preparación de la nueva constitución de Alemania Occidental, los símbolos nacionales se discutieron en agosto de 1948, en una reunión en Herrenchiemsee. Aunque hubo objeciones a la creación de una bandera nacional antes de la reunificación con el Este, se decidió proceder a implantar una. Esto vino motivado principalmente por el hecho de que en Alemania Oriental ya se había decidido en 1946 usar la tricolor negra, roja y dorada.
Aunque hubo numerosas propuestas para la bandera de Alemania Occidental, la elección final se hizo entre dos diseños que usaban el negro, el rojo y el dorado. Los socialdemócratas propusieron la reintroducción de la bandera de Weimar, mientras los conservadores sostenían el diseño de Erns Wirmer, miembro del Parlamentarischer Rat. Wirmer hizo una variante a la bandera de la Resistencia alemana que había diseñado su hermano Josef, condenado y ejecutado tras fracasar el atentado contra Hitler del 20 de julio de 1944. Finalmente se eligió la tricolor para representar la continuidad con la República de Weimar. Aprobada la Constitución el 23 de mayo de 1949, la tricolor fue adoptada como bandera oficial de Alemania Occidental.
Aunque se propuso el uso de la bandera negra, roja y dorada en la zona ocupada por los soviéticos, el Segundo Congreso del Pueblo aprobó el uso de la antigua negra, blanca y roja como bandera nacional de Alemania Oriental. Esta elección se basó en el uso de estos colores por el Comité Nacional por una Alemania Libre, una organización antinazismo que había sido fundada dos años antes en territorio soviético. En 1949, la tricolor negra, roja y dorada sustituyó a la anterior al formarse oficialmente la República Democrática el 7 de octubre. Desde ese año hasta 1959, las banderas de las dos Alemanias fueron idénticas. El 1 de octubre de 1959, el gobierno de Alemania Oriental cambió la bandera al añadirle el escudo de armas. En Alemania Occidental, los cambios se vieron como un intento deliberado de dividir al pueblo alemán en dos. Hasta finales de los años 60 se prohibió el uso de esta bandera, conocida como Spalterflagge («bandera divisoria»), en Alemania Occidental y Berlín Occidental.
Desde 1956 hasta 1964, tanto la Alemania Federal como la Democrática acudieron a los Juegos Olímpicos como un solo equipo, conocido como Equipo Unificado de Alemania. Tras el cambio en la bandera de Alemania Oriental en 1959, ninguno de los países aceptó la bandera del otro, por lo que se usó desde 1960 una nueva, con los tres colores nacionales y los anillos olímpicos en blanco sobre la banda roja.

### Desde 1989 hasta hoy

La bandera de Alemania Oriental con el escudo cortado.

Tras la caída del Muro de Berlín en 1989, muchos alemanes orientales cortaron el escudo de armas de la bandera de la misma forma que habían hecho los húngaros en 1956 y los rumanos tras la caída de Ceauşescu.

Bandera de la Revolución húngara de 1956

Este acto implicaba el uso de la bandera negra, roja y dorada como símbolo de una Alemania unida y democrática. Finalmente, el 3 de octubre de 1990, cuando los territorios de la República Democrática fueron absorbidos por la República Federal, la tricolor se convirtió en la bandera de la Alemania reunificada.
La antigua bandera negra, blanca y roja del Imperio Alemán aún se usa entre los miembros de la realeza alemana que buscan la reinstauración pacífica de una monarquía parlamentaria. Sin embargo, quienes más usan esta bandera son los miembros de la extrema derecha alemana. Como la esvástica es ilegal en Alemania, los neonazis se han visto forzados a usar la tricolor imperial que los mismos nazis prohibieron en 1935. La prohibición de los símbolos nazis en algunos países es la principal causa de que muchos videojuegos basados en la Segunda Guerra Mundial no muestren la bandera nazi, sustituyéndola por la bandera de antes de 1918.
En Alemania, el uso de la bandera y otros símbolos nacionales es relativamente escaso debido a una reacción contra la expansión del uso de banderas por parte del Partido Nazi y contra su furor nacionalista. La bandera la usan principalmente las autoridades oficiales en ocasiones especiales y los ciudadanos en los eventos deportivos. En algunos estados como Baviera y Schleswig-Holstein y algunas regiones subestatales como Baden y Franconia, los habitantes prefieren usar las banderas regionales en lugar de la nacional.

## Galería en orden cronológico

### Banderas nacionales

Bandera de la Confederación Alemana del Norte (1866-1871) y del Imperio alemán (1871-1919; 1933-1935)
Bandera de la Alemania Nazi (1935-1945)
Bandera de la marina mercante de la Alemania ocupada (1945-1949)
Bandera de la República Democrática Alemana (1959-1990)

### Pabellones nacionales

Pabellón de guerra de la Flota Imperial (1848-1849)
Pabellón de guerra del Imperio alemán (1903-1919)
Pabellón de guerra de la Alemania nazi (1933-1935)
Pabellón de guerra de la Alemania nazi (1935-1938)
Pabellón de guerra de la Alemania nazi (1938-1945)

## Banderas estatales de los estados alemanes
Cada estado federado de Alemania posee su propia bandera.

Bandera de Baden-Wurtemberg
Bandera de Baja Sajonia
Bandera de Baviera
Bandera de Berlín
Bandera de Brandeburgo
Bandera de Bremen
Bandera de Hamburgo
Bandera de Hessen
Bandera de Mecklemburgo-Pomerania Occidental
Bandera de Renania-Palatinado
Bandera de Renania del Norte-Westfalia
Bandera del Sarre
Bandera de Sajonia
Bandera de Sajonia-Anhalt
Bandera de Schleswig-Holstein
Bandera de Turingia